# Adieu/San Marco
Adieu/San Marco è un singolo di Franco Battiato, pubblicato con lo pseudonimo di Astra nel 1978 dalla Elektra Records.

## Descrizione
Battiato pubblicò sotto pseudonimo questo disco di musica leggera in lingua francese per non compromettere la fama di musicista sperimentale di cui godeva in quel periodo. Aveva infatti da poco vinto il premio Stockhausen per il brano L'Egitto prima delle sabbie.
Battiato firma i due brani come Albert Kui, un altro pseudonimo che usava spesso in quegli anni. La musica di Adieu è stata riutilizzata nei brani Canterai se canterò, interpretato da Catherine Spaak nel 1979, e Una storia inventata, cantato da Milva dieci anni dopo.
Il giovane in copertina è Stefano Pio, figlio del violinista Giusto Pio noto collaboratore di Battiato.

## Tracce
Testi di Franco Battiato, musiche di Franco Battiato e Giusto Pio.
1. Adieu – 3:30
2. San Marco – 3:06

Durata totale: 6:36